# Classe Klewang
A Classe Klewang é um conjunto de dois navios de ataque rápido, trimarã, furtivos, com cascos do tipo lâmina ou perfurantes de ondas e revestidos com fibra de carbono construídos pela PT Lundin Industry Invest (agora North Sea Boats) para a Marinha da Indonésia.
Somente o segundo navio, KRI Golok, está ativo pois o primeiro, KRI Klewang, sofreu um incêndio destrutivo em 29 de setembro de 2012, um mês após o seu lançamento em agosto, mesmo antes de ser comissionado. Não foi possível recuperar o KRI Klewang do incêndio.

## Descrição
Os navios possuem um deslocamento de 245 toneladas, 63 metros de comprimento, uma boca com 16 metros e um calado de 1,2 metros.

### Furtividade
O casco, ao contrário dos tradicionais, não apresenta saliências de proa em ângulo reverso para refletir as ondas dos radares, reduzindo as respetivas assinaturas de radar mas também infravermelhas, acústicas e magnéticas, minimizando a respetiva detecção e contribuindo para a sua furtividade.
Os armamentos e respetiva lancha rápida RHIB (Rigid Hulled Inflatable Boat) de cada embarcação são discretamente escondidos no interior para se fundirem com o perfil da superestrutura e só são expostos quando necessário, considerado outro fator do qual contribui para a furtividade.

### Velocidade e estabilidade
Graças ao casco trimarã, as embarcações atravessam as ondas em vez de passar por cima delas, juntamente com o feixe aumentado, contribui para a estabilidade e velocidade respetivamente.
Esta combinação de características reduz a inclinação e rolamento a modos de criar uma plataforma armada estável mas como também mantenha segurança e conforto para a tripulação a velocidades médias mais altas em condições desfavoráveis.

### Suporte aéreo
Os amplos conveses de 63 m (206.69 ft) tornam as embarcações ideais para operar um helicóptero, amplificando o alcance efetivo de patrulha e respetivas capacidades de cada embarcação.

## Navios da classe
| Nome        | Nº de amura | Construtor                | Lançado              | Comissionado          | Status    | Notas                                                                                                 |
| ----------- | ----------- | ------------------------- | -------------------- | --------------------- | --------- | --- |
| KRI Klewang | 625         | PT Lundin Industry Invest | agosto de 2012       | (-)                   | Destruído | Sofreu um incêndio 1 mês depois do lançamento, durante a fase da equipagem, antes sequer da comissão. |
| KRI Golok   | 688         | PT Lundin Industry Invest | 21 de agosto de 2021 | 14 de janeiro de 2022 | Ativo     | (-)                                                                                                   |

#### Outros exemplos de navios furtivos:
- Sea Shadow IX-529 (EUA)
- Visby (Suécia)
- Zumwalt (EUA)

#### Páginas relacionadas:
- Tecnologia stealth
- Trimarã